# Dallas Cowboys 2000
La stagione 2000 dei Dallas Cowboys è stata la 41ª della franchigia nella National Football League. Fu l'ultima stagione di Troy Aikman con la squadra.

## Calendario

### Stagione regolare
| Turno | Data               | Avversario              | Risultato | Pubblico |  |
| ----- | ------------------ | ----------------------- | --------- | -------- |  |
| 1     | 3/9/2000           | Philadelphia Eagles     | S 41–14   | 62,872   |  |
| 2     | 10/9/2000          | at Arizona Cardinals    | S 32–31   | 66,008   |  |
| 3     | 18/9/2000          | at Washington Redskins  | V 27–21   | 84,431   |  |
| 4     | 24/9/2000          | San Francisco 49ers     | S 41–24   | 64,127   |  |
| 5     | 1/10/2000          | at Carolina Panthers    | V 16–13   | 68,909   |  |
| 6     | Settimana di pausa |                         |           |          |  |
| 7     | 15/10/2000         | at New York Giants      | S 19–14   | 78,189   |  |
| 8     | 22/10/2000         | Arizona Cardinals       | V 48–7    | 62,981   |  |
| 9     | 29/10/2000         | Jacksonville Jaguars    | S 23–17   | 63,554   |  |
| 10    | 5/11/2000          | at Philadelphia Eagles  | S 16–13   | 65,636   |  |
| 11    | 12/11/2000         | Cincinnati Bengals      | V 23–6    | 62,170   |  |
| 12    | 19/11/2000         | at Baltimore Ravens     | S 27–0    | 69,416   |  |
| 13    | 23/11/2000         | Minnesota Vikings       | S 27–15   | 63,878   |  |
| 14    | 3/12/2000          | at Tampa Bay Buccaneers | S 27–7    | 65,621   |  |
| 15    | 10/12/2000         | Washington Redskins     | V 32–13   | 63,467   |  |
| 16    | 17/12/2000         | New York Giants         | S 17–13   | 61,311   |  |
| 17    | 25/12/2000         | at Tennessee Titans     | S 31–0    | 68,498   |  |